# Брэдли, Джон (актёр)
Джон Брэ́дли Уэ́ст (англ. John Bradley West; род. 15 сентября 1988 года, Манчестер) — британский  актёр. Наиболее известен ролью Сэмвела Тарли в телесериале «Игра престолов».

## Биография
Джон Брэдли Уэст родился 15 сентября 1988 года. Детство провел в Уитеншоу, Южный Манчестер. Окончил среднюю школу Сент-Полс и колледж Лорето. В 2010 году получил степень бакалавра в Манчестерском театральном университете.
В 2011 году Джон начал актёрскую карьеру, наиболее известен ролью Сэмвела Тарли в сериале «Игра престолов».
Пять раз (в 2014—2016, 2018 и 2020 годах) был номинирован на премию Гильдии киноактёров США в категории «Лучший актёрский состав в драматическом сериале» за сериал «Игра престолов». В 2022 году исполнил одну из главных ролей в фантастическом блокбастере Роланда Эммериха «Падение Луны».

## Фильмография
| Год       |     | Русское название                      | Оригинальное название                 | Роль                |
| --------- | --- | ------------------------------------- | ------------------------------------- | ------------------- |
| 2011      | с   | Борджиа                               | Borgia                                | Джованни де Медичи  |
| 2011—2019 | с   | Игра престолов                        | Game of Thrones                       | Сэмвелл Тарли       |
| 2012      | ф   | Анна Каренина                         | Anna Karenina                         | австрийский принц   |
| 2012      | с   | Бесстыдники                           | Shameless                             | Уэсли               |
| 2012      | с   | Мерлин                                | Merlin                                | Тир Сьювард         |
| 2015      | ф   | Краденое свидание                     | Man Up                                | Эндрю               |
| 2015      | ф   | Трейдеры                              | Traders                               | Вернон Стайнс       |
| 2016      | кор | Роджер                                | Roger                                 | Рой                 |
| 2016      | тф  | Последний убийца драконов             | The Last Dragonslayer                 | Гордон              |
| 2017      | ф   | Американский дьявол                   | American Satan                        | Рикки Роллинз       |
| 2018      | ф   | Пациент Зеро                          | Patient Zero                          | Скутер              |
| 2018      | ки  | World of Warcraft: Battle for Azeroth | World of Warcraft: Battle for Azeroth | ученик Мартен Уэбб  |
| 2019      | мс  | Робоцып                               | Robot Chicken                         | Гордон Рамси / Эрик |
| 2022      | ф   | Падение Луны                          | Moonfall                              | Кей Си Хаусман      |
| 2022      | ф   | Первый встречный                      | Marry Me                              | Колин Кэллоуэй,     |
| 2024      | с   | Задача трёх тел                       | 3 Body Problem                        | Джек Руней          |

## Награды и номинации
| Награды и номинации | Награды и номинации                     | Награды и номинации                             | Награды и номинации | Награды и номинации | Награды и номинации |
| Год                 | Награда                                 | Категория                                       | Фильм или сериал    | Результат           | Примечания          |
| ------------------- | --------------------------------------- | ----------------------------------------------- | ------------------- | ------------------- | ------------------- |
| 2014                | Премия Гильдии киноактёров США          | Лучший актёрский состав в драматическом сериале | Игра престолов      | Номинация           |                     |
| 2015                | Премия Гильдии киноактёров США          | Лучший актёрский состав в драматическом сериале | Игра престолов      | Номинация           |                     |
| 2016                | Премия Гильдии киноактёров США          | Лучший актёрский состав в драматическом сериале | Игра престолов      | Номинация           |                     |
| 2017                | Northeast Film Festival, US             | Лучший актёрский ансамбль                       | Американский дьявол | Победа              |                     |
| 2017                | Southampton International Film Festival | Актёр в короткометражной фильме                 | Роджер              | Номинация           |                     |
| 2017                | Tampa Bay Underground Film Festival     | Лучший актёр                                    | Роджер              | Номинация           |                     |
| 2018                | Премия Гильдии киноактёров США          | Лучший актёрский состав в драматическом сериале | Игра престолов      | Номинация           |                     |
| 2018                | Gold Derby Awards                       | Ансамбль года                                   | Игра престолов      | Номинация           |                     |
| 2018                | Independent Days                        | Лучший актёр                                    | Роджер              | Победа              |                     |
| 2018                | London Short Series Fest                | Лучший актёр                                    | Роджер              | Номинация           |                     |
| 2019                | IGN Summer Movie Awards                 | Приз зрительских симпатий                       | Игра престолов      | Победа              |                     |
| 2019                | IGN Summer Movie Awards                 | Лучший телевизионный ансамбль                   | Игра престолов      | Номинация           |                     |
| 2020                | Премия Гильдии киноактёров США          | Лучший телевизионный ансамбль                   | Игра престолов      | Номинация           |                     |
| 2020                | CinEuphoria Awards                      | Почётная награда                                | Игра престолов      | Победа              |                     |